# حقبة الممالك الثلاث
الممالك الثلاث هي ثلاث ممالك قامت فعليا عام 221م، بعد استيلاء تساو بي على عرش مملكة هان في الصين وأعلن تأسيس أسرة واي، وانقسمت خلالها الصين إلى ثلاث إمبراطوريات:
- مملكة شو تقع في جنوب غرب الصين وأسسها ليو باي (221 - 263)[3]
- مملكة وو تقع في جنوب شرق الصين وأسسها سون تشوان (222 - 280)[4]
- مملكة واي تقع في شمال الصين وأسسها تساو تساو (220-265)[5]

## ضعفسلالة هان الحاكمة
أسس «الإمبراطور غاوزو» سلالة هان الحاكمة في سنة 202ق.م بعد انتصاره على شيانغ يو في معركة كاي شيا، التي كانت جزء من نزاع تشو وهان وبالرغم من اندلاع تمرد الدول السبعة بعد 50 سنة فقط من وفاته إلا أن سلالة هان حققت الازدهار وسميت البلاد في عهدها بالإمبراطورية العظيمة، وبعد اندلاع تمرد وانغ مانغ في سنة 5ق.م وتأسيسه لأسرة شين عاد الحكم وإستقر في يد أبناء عائلة ليو الأسرة المالكة لسلالة هان، وقد استطاع الإمبراطور غوانغوو توحيد البلاد بعد سقوط وانغ مانغ ونقل العاصمة إلى مدينة لويانغ، وأعلن تأسيس أسرة هان الشرقية، كان عهد الأباطرة الأوائل من هان الشرقية مشابها لعهد أباطرة هان الغربية، إلا أنه ولاحقا منذ بداية عهد الإمبراطور أن بدأت الزوجات الإمبراطوريات في زيادة نفوذهن الخاص بهن وترقية أفراد أسرهم الذي بلغ أوجه في عهد الإمبراطور تشي، واندلاع المزيد من الثوراث الزراعية وازدياد فساد الحكومة، ولكن شهد عهد الإمبراطور لينغ اختفاء بعض هذه الظواهر قبل أن يثور الفلاحين في تمرد العمامات الصفراء

## بداية الإنقسام

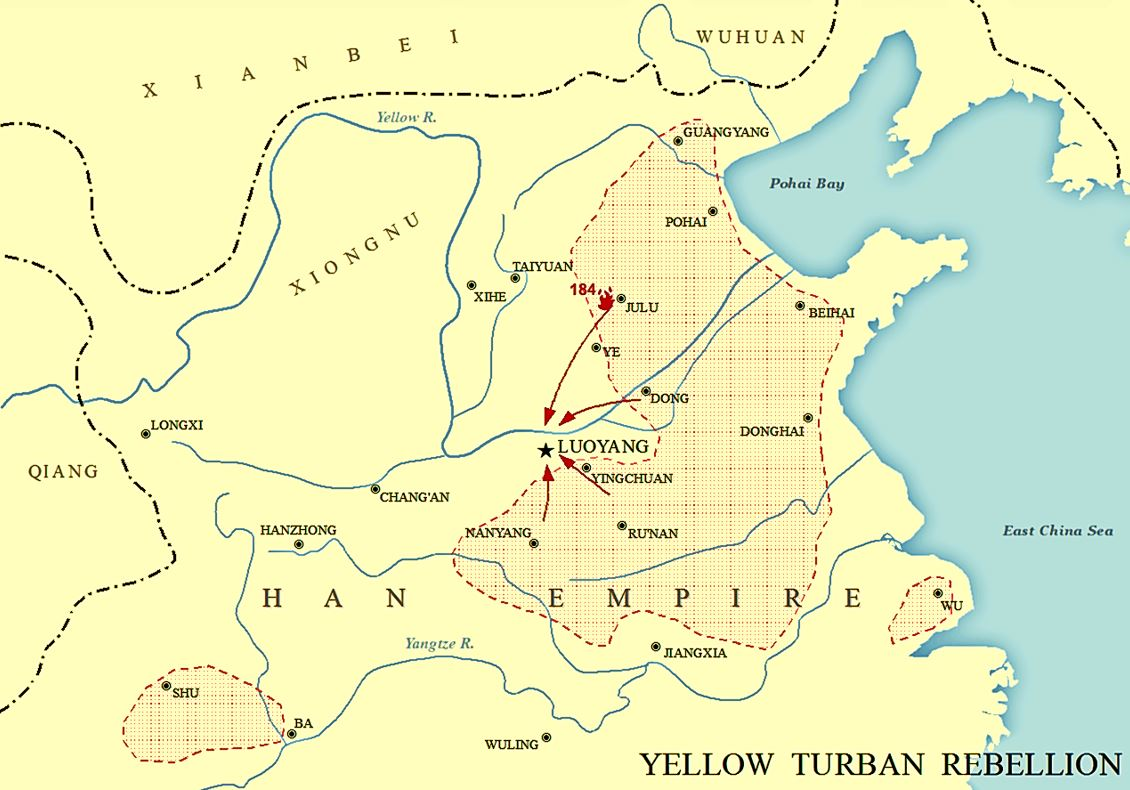

بدأت سلالة هان الحاكمة" تضعف تدريجيا بعد وفاة الإمبراطور شون، في سنة 184 إندلعت ثورة تعرف باسم تمرد العمامات الصفراء، وإجتاحت أغلبية مدن الإمبراطورية إلا أن الإمبراطور لينغ إمبراطور هان تمكن من قمعها وبعد وفاته، في سنة 189 وتم تنصيب إبنه ليو بيان إمبراطور سمي بالإمبراطور شاو وتم، تعيين "هي جين"، كرئيس للجيش ولكي يتخلص من سلطة الحاضرون العشرة أمر دونغ تشو بالتقدم نحو العاصمة لويانغ لكن هي جين تم قتله، بعد دخول دونغ للعاصمة عزل الإمبراطور شاو وعين أخيه ليو شي إمبراطورا عرف بالإمبراطور شيان وعين دونغ تشو قائد للجيش ورئيس وزراء، وبدأ دونغ تشو في إهانة الجنرالات مما أجبرهم على الثورة ضده في تحالف أسسه يوان شاو عرف بتحالف الحكام الثمانية عشر.

## تحالف الحكام
تحالف الحكام هو تحالف أسسه الجنرال يوان شاو، لمقاومة دونغ تشو سنة 190م يتكون من 18 حاكما من مختلف أنحاء مملكة هان، نجح هذا التحالف في دخول العاصمة لكن دونغ تشو استطاع الهرب بالإمبراطور شيان إلى تشانغآن مما أفشل جهودهم

## النزاع بين الحكام

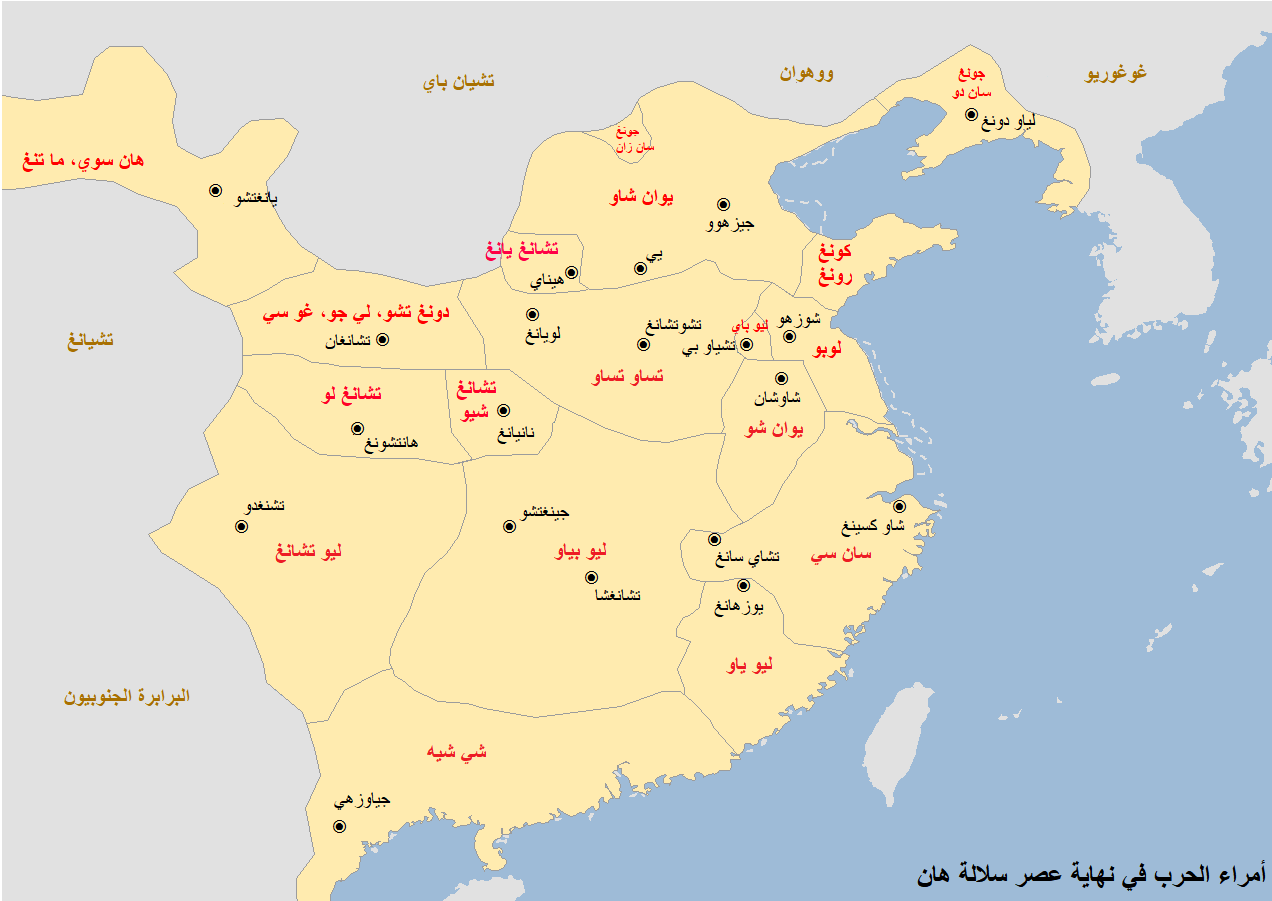

بعد أن دخل الحكام إلى العاصمة لويانغ سبقهم الجنرال سون جيان بعد، مطادرته لجيوش دونغ تشو إلى تشانغآن واختطافه الإمبراطور شيان إلى الغرب من قاعدته في ليانغ تزو، بعد دخول الجنرال سون جيان إلى قصر السلام Changle وجد الختم الوراثي الإمبراطوري الذي صنعه دوق سلالة زو الحاكمة وأخذه الإمبراطور تشين شي هوانج بعد توحيده للبلاد، بعد أن عرف الجنرال يوان شاو بهذا قرر أخذ الختم من سون جيان ليصبح الإمبراطور لاحقا، رفض سون جيان هذا الأمر وعندما قرر العودة إلى جيانكانغ، طلب يوان شاو من ليو بياو حاكم تجينغ زو بتدبير مكيدة لقتل سون جيان في طريق عودته عبر نهر اليانغتسي، فقام ليو بياو بقتل سون جيان، لكن سون جيان طلب من إبنه سون سي إعطاء الختم ليوان شو شقيق يوان شاو وبعد وفاته حصل تماما ماتوقعه سون جيان حيث تنازع يوان شو مع يوان شاو ولاحقا قام يوان شو بتنصيب نفسه إمبراطور على أراضي نهر هواي وتم تدميره على يد تساو تساو وليو باي وبمساعدة من يوان شاو

## تأمين الإمبراطور وبداية سيطرة تساو تساو
بعد دخول الحكام للعاصمة اجبر دونغ زو على الرحيل فأحرقها وخطف الإمبراطور ليرحل بعدها لتشأنغأن ثم دبر الوزير وانغ يون، بمساعدة إبنته دياو تشان وبمساعدة لوبو قتل دونغ فنجحوا ثم، طلب بقايا جيش دونغ الاستسلام فرفض الوزير فحاصروا العاصمة فقتل هو وهرب لوبو وتشين غونغ إلى تشو تزو وتحكم الجنرالين غاو سي ولياو جي بالإمبراطور بعده في سنة 196 بدأ في الحرب ضد بعضهما، فإستغل بعض الوزراء الأمر فإستطاعوا الهرب برفقة الإمبراطور شيان وعادوا للويانغ وبعد انتصار غاو سي أرسل الجنود لإحضار الإمبراطور فأستنجد الإمبراطور بالحكام فرفضوا إلا تساو تساو فدخل العاصمة سنة 196 وأمر الإمبراطور بإصدار أمر بنقل العاصمة لزوتشانغ فوافق.
أمرء الحرب

## التحالف مع ليو باي
ليو باي
```
هو قريب الإمبراطور أي من سلالة هان
بدأ حياته السياسة عندما شارك الحامي الإمبراطوري لتشوتزو تاو شيان في الدفاع عن الولاية ضد تمرد العمامات الصفراء في عهد الإمبراطور لينغ كما وشارك في تحالف الحكام وبعد حله خدم مع شقيقيه جوان يو وزانغ في أمير الحرب جون سان زان بعدها أعلن يوان شو نفسه إمبراطور وأسس سلالة زونغ فأصدر الإمبراطور شيان بعد طلب تساو تساو أمرا للحكام بقتال يوان شو فلم يستجب أحد إلا ليو باي فلقد ساهم في دحر يوان شو وقتله أخيرا.
```

بعدها عينه الإمبراطور عم له فغضب تساو تساو فطلب منه الإستعداد لقتال لو بو في تشو تزو.

## سيطرة تساو تساو على السهول الوسطى
دبر دونغ تشن والد زوجة الإمبراطور مكيدة لقتل تساو تساو بعد أن حجز تساو الإمبراطور في القصر وأمر بعدم الدخول فإلتقى الإمبراطور وليو باي ودونغ تشن سرا في البلاط فطلبا من ليو باي أن يخدع تساو بإن يطيع أمره ويهجم على لوبو لكنه لن ينفذ الأمر فهذه كانت خدعة ليغادر ليو باي العاصمة زوتشانغ بعدها اكتشف تساو الخدعة فقتل دونغ تشن وإبنته التي كانت زوجة الإمبراطور وحاصر تشو تزو فطرد منها لوبو وقتله تم حاصر ليو باي وكاد أن يقتل فتفرق جيش ليو باي قسم رجع لتساو وقسم أخر ذهب مع ليو باي إلى يوان شاو وإستسلم جوان يو لتساو بينما ظل مصير زانغ في مجهولا
وبهذا تم لتساو تساو السيطرة من تشأنغأن إلى زوتشانغ بالإضافة للعاصمة الرسمية لويانغ

## إعلان يوان شاو الحرب على تساو تساو
يوان شاو هو جنرال سابق وحفيد رئيس الوزراء السابق في عهد الإمبراطور هواي
كان يوان شاو يتمتع بالقوة نظرا لإنه عندما إجتاح دونغ العاصمة أخذ معاه جيش سلالة هان الذي كان يقدر ب 700000 جندي وكانت فرصة تساو ضئيلة بالفوز خصوصا بعد ذهاب جوان يو لإخيه ليو باي لكنه لم يذهب إلا بعد أن قتل جنرالات يوان يان ليانغ ووين تشو.
وكانت التحالف بين يوان شاو وليو باي
يقضي بدخول العاصمة وتحرير الإمبراطور شيان لكن يوان شاو سرعان ما غير رأيه فغادر ليو باي إلى تجينغ زو.

## معركة غوان دو
قرر يوان شاو قتال تساو تساو ليصبح هو الإمبراطور في النهاية فأعلن رسميا الحرب ضد تساو تساو فأجتمع الجيشان في سهل غواندو وكان تساو يريد أن ينسحب إلا أن زون يو مستشاره رفض هذا
وكان لدى يوان شاو مستشارين زو يو وتيان فانغ
أشار زو يو ببدء الحرب وأشار تيان فانغ بالازدهار أولا تم الحرب فغضب يوان شاو منه فقرر سجنه وقتله لاحقا.
بعدها هزم يوان فعلا في المعركة الأولى كما توقع تيانغ فانغ فقرر إطلاق سراحه لكن زو يو قال ليوان شاو إن تيان فانغ وصفك بالأحمق فأمر يوان شاو بقتل تيانغ فانغ فورا فقتله.
تم بعد ذلك توالت هزائم يوان وفي سهل جواندو خدعه تساو تساو بإن جعله ينتظر في الجهة المقابلة للشمس فتعب جنود يوان فإنهزموا.
ألقى يوان شاو باللوم على زو يو وأنه لو إستمع لنصيحة تيان لما حدث هذا فخاف زو يو أن يقتله فإنضم لتساو تساو وأخبره بإن معسكر طعام يوان شاو قليل الحراسة فأحرقه تساو.
بعد ذلك هزم يوان شر هزيمة إنتحر على إثرها.
فأصبح تساو تساو يسيطر الآن على نصف البلاد وإتجهت أنظاره لسون تشوان بصفته أخر أمير حرب قوي

## السيطرة على تجينغ تزو
بعد هزيمة يوان شاو خاف الحامي الإمبراطوري لتجينغ زو ليو بياو من تساو تساو وبعد موته سيطر الجنرال المسؤول تسي ماو على الولاية ونصب ابن أخته زوجة ليو بياو ليو كونغ سيدا لتجينغ تزو وبعد هذا إستسلم ليو كونغ لتساو تساو بعد ذلك ولكن بعض جيش تجينغ تزو رفض هذا وتبعوا ابن ليو بياو الأكبر ليو تشي أو ليو كي الذي إنضم لليوباي واتحد معه
وشكلت قوات ليو باي 10000 جندي بينما قوات ليو كي 60000 وتبني ليو باي ليو كي وأصبح عما له

## انضمام جوكيه ليانغ
بعد وفاة سون جيان خلفه إبنه سون سي ثم قتل سون سي على يد ليو بياو حاكم تجينغ تزو تم إتفق وزراء جيانغ دونغ على تنصيب سون تشوان حاكم
وبعد هزيمة يوان شاو وسيطرة تساو تساو على جينغ زو عدا قرية شيان زينغ التي كانت خاضعة لقوات العم الإمبراطوري ليو باي قرر تدريب جنوده بحريا بمساعدة الجنرال تسي ماو لتوحيد البلاد وكان سون سي عين أخاه الروحي تزو يو قائد على قوات وو
وكان ليوباي قد طلب مساعدة جوكيه ليانغ الذي كان يوصف بالتنين النائم شديد الذكاء.
وبعد عدة زيارات لجبل ولونغ في تجينغ تزو وافق تشوغ ليانغ على خدمة ليو باي.
وأعلن كل من الحاكمان سون تشوان وليو باي تحالفهما ضد تساو تساو وقيام سون ليو لمقاومة تساو وكان مجموع قوات سون تشوان 100.000 جندي أما قوات ليو باي وليو كي ابن ليو بياو السيد السابق لتجينغ تزو 70.000 من أصل 200.000 جندي إستسلموا لتساو مع جنرال تجينغ تزو تساي ماو لكن قوات سون كانت متفوقة بمعرفتها بالبحر

## الجرف الأحمر
أجبر تساو تساو الإمبراطور شيان على إصدار أمر ببدء الحرب لتوحيد البلاد فأصدر الأمر
وعندها نصب تساو تساو مخيمه على الضفة الأخرى لليانغتسي بينما نصب زو يو قائد قوات سون تشوان جيشه مع ليو باي في الضفة الأخرى. وأرسال ليو باي قواته بقيادة جوكيه ليانغ.
واجهت التحالف عدة مشاكل منها عدم كفاية الأسهم فطلب زو يو من تشوغ ليانغ التفكير في حل وإلا قتله فطلب تشوغ ليانغ من لو سو إعداد قوارب مغطاة بالقش لجمع الأسهم من أمام معسكر تساو عندها دق جنود تشوغ الطبول فأمر تساو برمي الأسهم فنجحوا في هذا.
بعدها واجهتهم مشكلة وهي كيف سيقاتلون تساو فإقترح تشوغ ليانغ أن يحرقوا سفن تساو لكن الرياح سترتد عليهم بالنار لإنها غربية فإقترح تشوغ ليانغ أن يستدعي الرياح الشرقية عن طريق السحر الأسود فنجحوا وتمت إحراق سفن تساو وهرب تساو مع 100 جندي ومستشاره فقط من أصل 900.000ألف جندي وعرف تشوغ ليانغ طريق عودة تساو فنصب له كمين في معبر هوارونغ بقيادة جوان يو لكنه اطلقه للصداقة القديمة.
خريطة الحرب

## الصراع بين سون وليو
بعد هزيمة تساو تساو في الجرف الأحمر سيطر ليو باي على تجينغ تزو باسم ليو كي ولكن وو لم ترضى بهذا لإنها تعتبر أن تجينغ زو من حقها خصوصا بعد هزيمة تساو تساو.
لكن بوجود ليو كي ابن ليو بياو الذي عينه الإمبراطور هواي جد الإمبراطور شيان حاكما لتجينغ تزو لذا فهي من حق ليو كي.
بعدها مرض ليو كي وعلم زو يو بهذا وبعدها توفي ليو كي فطلبت وو رسميا من ليو باي تسليم تجينغ زو فظل يماطل وقال إنه سيسلمها فور احتلال سيتشوان.
بعدها هاجم زو يو جينغ زو فهزم.
تم توفي وبدأت العلاقات تتوتر

## ظهور سيمايي
بعد أنسحاب تساو
أمر قواته بالتمركز في فان أخر قرية له في تجينغ تزو.
بعدها مباشرة وعندما كان يجمع جنوده للعودة لزوتشانغ ظهر سيما يي وعرض عليه تساو أن يذهب معه فوافق سيما.

## احتلال سيتشوان
كان تشوغ ليانغ قد إقترح على ليو باي السيطرة على سيتشوان ليتقدم بعدها نحو العاصمة لويانغ وبعدها عاصمة تساو تساو تزوتشانغ.
كان زانغ لو حاكم مقاطعة هان زونغ يهاجم من فترة لإخرى سيتشوان فأقترح زانغ سونغ الاستعانة بتساو تساو وكانت نيته تسليم خريطة لتساو يستطيع عن طريقها احتلال سيتشوان.
رفض تساو هذا. فذهب زانغ لليوباي فرفض أيضا.
بعدها هاجم زانغ لو مجددا فأقترح زانغ سونغ الاستعانة بليو باي فوافق.
بعد هذا إنتصر ليو باي على زانغ لو.
أوهم الجنرالات ليو زانغ سيد سيتشوان بأن ليو باي يريد أخد سيتشوان لنفسه فطلب من جنراله زانغ هين إعداد كمين في وادي لو فينغ ففعل وقتل على إثره بانغ تونغ مستشار ليو باي.
فتحالف ليو زانغ مع عدوه زانغ لو الذي أرسل ما تشاو الذي طرده تساو من الشمال.
وكان عند زانغ لو وزير شجع خدعه تشوغ ليانغ ببعض المال ليفسد بين ما تشاو وزانغ لو فحصل هذا بعدها لم يعرف ماتشاو ماذا سيفعل فإستسلم لليو باي وذهب وسيطر على تشينج دو عاصمة سيتشوان وإستسلم ليو زانغ وبهذا أصبح ليو باي يسطير على تجينغ تزو وسيتشوان وكافة أراضي الجنوب الغربي من مملكة هان

## احتلال هان زونغ
بعد أن تمت السيطرة على سيتشوان خاف تساو تساو أن يهزم لإنه لايملك أي سلطة شرعية فأجبر الإمبراطور شيان على تعيينه ملك لواي فوافق.
وعين تساو تساو سيما يي في منصب المستشار وبدأ ليو باي في الحرب فأتجه نحو هان زونغ وكان مجموع قوات تساو تساو 800.000 جندي وقوات ليو باي 790.000 جندي لكن ليوباي إنتصر وأصبح يسيطر على نصف البلاد الآن بعدها مباشرة تحالف سون تشوان وتساو تساو لمحاربة ليو باي الذي كان قد أعلن نفسه ملكا على هان زونغ مدينة الإمبراطور غاوزو

## موت جوان يو
بعد احتلال سيتشوان إتخد ليو باي تشينغ دو عاصمة له بدلا من تجينغ زو ورفض إعطاءها لوو.
وعين أخاه الثاني كوان يو حاكما عليها مما أثار سخط وو.
وعندها طلبت وو تسليم تجينغ زو فوافق ليو باي أخير بعد أن هدد سون تشوان بقتل عائلة جوكيه ليانغ وأخاه جوكيه جين.
لكن جوان يو لم يوافق
بل وطرد رسول وو وقرر بدء الحرب ضد تساو تساو ليلتقي مع أخيه ليو باي في العاصمة إذا كانت الخطة أن يستولي جوان على فان ثم تزوتشانغ وبعدها يلتقي مع ليو باي ليحاصروا العاصمة لويانغ.
لكن تساو تساو أجبر الإمبراطور شيان بصفته واي وانغ تعيين سون تشوان ملكا على وو وبعدها هاجم تساو تساو تجينغ زو ليستدرج جوان يو ليدخل الجنرال لو مينج قائد قوات وو ويسيطر على تجينغ زو.
فسيطر ليف مينج على تجينغ زو وطارد جوان يو حتى قتله.
ولخطورة الوضع انسحب تساو تساو لكي لا يهاجمه ليو باي وعلم ليو باي بهذا فأمر بتجهيز الجيش لاحتلال وو لكنه تراجع بعد أن أقنعه جوكيه ليانغ وزاو يون بأن الحرب يجب أن تشن ضد تساو.
وقتل سون تشوان لو ميج بعدها.

## وفاة تساو تساو
توفي تساو تساو عن عمر ناهز الثالتة والستين من عمره وأورث منصبه لإبنه ساو بي ليصبح ثاني ملكا لواي.
وأوصاه تساو تساو باستعمال كل الطرق الازمة لتوحيد البلاد وبالاستعانة بسيما يي

## تأسيس واي
بعد وفاة تساو تساو إقترح سيما يي على تساو بي خلع الإمبراطور شيان وإعلان نفسه إمبراطورا فوافق تساو بي لإنه عرف أنه لابد من هذا ليكسب دعم سكان الشمال.
وفي البلاط طلب الوزراء رسميا من الإمبراطور شيان الاستجابة لأمر السماء والتنازل عن العرش..
بعدها غضب الإمبراطور ووصف تساو بالخيانة فأجبره تساو بي على أن يتنازل فكتب رسالة التنازل فرفضها تساو بي ليظهر للشعب حسن نواياه وأجبر تساو هونغ شقيق تساو تساو الإمبراطور على كتابة رسالة جديدة فرفض تساو بي أيضا
وفي المرة الثالثة كتب الإمبراطور شيان الرسالة وكان نصها (من ابن السماء إلى تساو بي أنا أتبع طريق شون عندما تنارل لياو الإمبراطور الأصفر
فوافق تساو بي عندها وتنازل الإمبراطور شيان عن عرش مملكة هان سنة 222م لتنتهي هان وتحل محلها مملكة واي
و تم تكريم الإمبراطور شيان بإعطإه لقب دوق شيان يانغ ووإشترط عليه أن لا يدخل العاصمة لويانغ ورحل مع زوجته ابنة تساو تساو لقرية شمال شرق العاصمة.

## تأسيس شو
بعد تنازل الإمبراطور شيان عن العرش لم يرضى ليو باي بهذا.
وأقام عمادا للإمبراطور المعزول ولسلالة هان أيضا..
عندها إقترح وي يان جنراله أن يتوج نفسه إمبراطورا وتبعه الوزراء وإقترح جوكيه ليانغ عليه هذا أيضا...
وفي نفس السنة من عزل شيان أعلن ليو باي نفسه إمبراطورا على لمملكة هان..
ولم يغير أسم السلالة ولا أي شيء أخر بل أمر بتجهيز الجيش لغزو وو قريبا

## تأسيس وو
بعد أن تم خلع شيان عن عرش هان لم ينصب سون تشوان إمبراطورا بل أكتفى بتلقيب نفسه بوو وانغ مع أخذ كافة صلاحيات الإمبراطور....

## معركة يلينغ
أمر الإمبراطور ليو باي بتجهيز جيش لمهاجمة مملكة وو قريبا إلا أن
طلب جانغ في من ليو باي الانتقام لمقتل جوان يو وأن يجهز حملة لهذا..
فطلب ليو باي من زانغ في أن يبدأ في تجهيز الجيش وحدد ثلاثة أيام كأقصى موعد لبداية الهجوم وطلب زانغ من جنرالاته فانج تشي وزانغ دا صنع 300.000ألف سهم في ثلاث أيام فرفضوا بسبب عدم كفاية الوقت فضربهم بشدة وهددهم بالقتل.....
فقررا أن يقتلاه فورا فقتلوه وأخذوا رأسه وإستسلموا لسون تشوان.
عندها خرج ليو باي على رأس 950.000 جندي متجها لوو فإجتاح الحدود وقسم جيشه لقسمان قسم يتجه لإسترداد تجينغ زو وقسم لفتح الطريق لجيانغ دونغ فنجح في اجتياح نصف المملكة إلا أن حل الصيف وكثرت الحشرات فقرر نصب مخيمه في الغابة وعندها سقطت معنويات وو وقال لهم لو تشون قائد الجيش إنه بعد 3 أيام سينزل 300.000 جندي من السماء لمساعدة وو. بعد هذا أصيب جيش ليو باي بثلاث أمراض وأمر لوتشون بإطلاق 1000000 سهم ناري على الغابة فأحرق جيش ليو باي كله فهزم ليوباي وعاد لشو وتوفي هناك

## وفاة تساو بي
بعد وفاة ليو باي سنة 223 م توفي تساو بي بعده ب3 سنين أي 226م
وكانت وفاته إثر مرض أصيب به عندما قام لو شون بإحراق سفنه سنة 222م بعد أن شن تساو بي الحرب على وو...
أمر تساو بي قبل وفاته بتعيين إبنه تساو ري إمبراطورا.

## الحروب الشمالية

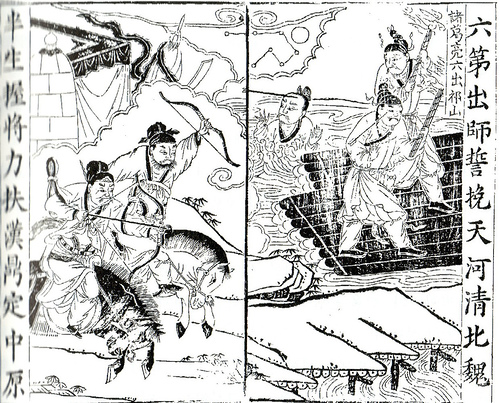
صورة من عصر أسرة تشينغ توضح المعركة في نهر واي

بدأ تشوغ ليانغ في شن عدة حروب ضد حالة تساو واي عرفت هذه الحروب بالحملات الشمالية في سنة 226م بعد وفاة الإمبراطور تساو بي، بدأت هذه الحروب بتحالف عقده مع مينج داه لاحتلال العاصمة لويانغ لكن سيما يي تصدأ له وكافأه الأمبراطور ري بسيف ذهبي، واستمرت الحرب حتى توفي جوكيه ليانغ سنة 234مما شكل نهاية لهذه الحروب.

## وفاة تساو روي وتمرد سيما يي
توفي الإمبراطور تساو روي سنة 243م وأوصى بتنصيب إبنه تساو هوان إمبراطور لمملكة واي ولإن إبنه كان صغيرا على مباشرة الحكم بنفسه لذلك عين تساو ري الجنرال تساو شوانغ وصيا على العرش وظل يهين سيمايي لإنه كان يعتقد أنه قتل أباه تساو زين عندما كان قائدا لجيش واي في الحروب الشمالية.
وبعدها خطط سيما يي لقتل جاسوسة الأسرة الحاكمة تجينج تشو التي أعطاها تساو بي له.
وصادف ذاك اليوم خروج تساو شوانج وتساو هوان لزيارة مقابر الاجداد فإدعى سيما يي الوفاة بسبب وفاة زوجته تجينج تشو عقب دسه السم لها سرا.
فذهب سيما وجمع جيش الحروب الشمالية وذهب بقادته للبلاط ليقنع الإمبراطورة الأم بإصدار أمر لقتل تساو شوان ففعل هذا وأصبح سيما يي يتحكم في المملكة.. وتوفي سنة 251م عن عمر ناهز 73 فخلفه إبنه سيما زاو

## احتلال مملكة شو
قبل وفاة سيما يي سيطر على ولاية هان زونغ وحاصر شو في عاصمتها تشنغدو، وبعد وفاته، تولى إبنه سيما زاو إدارة أمور مملكة واي واجبر الإمبراطور هوان على تعيينه ملكا على جين كما فعل تساو تساو مع الإمبراطور شيان تمهيدا لتاسيس واي أراد سيما زاو أن يصبح الإمبراطور.
بعد تمكن سيما زاو من فتح تشينغ دو عاصمة شو إنتحر جيانغ وي خليفة، تشوغ ليانغ فإستسلم الإمبراطور ليو شان ابن ليو باي. سنة 263
وأعطاه سيما زاو لقب دوق السلام والمحبة...
توفي سيما زاو سنة 263 فخلفه إبنه سيما يان

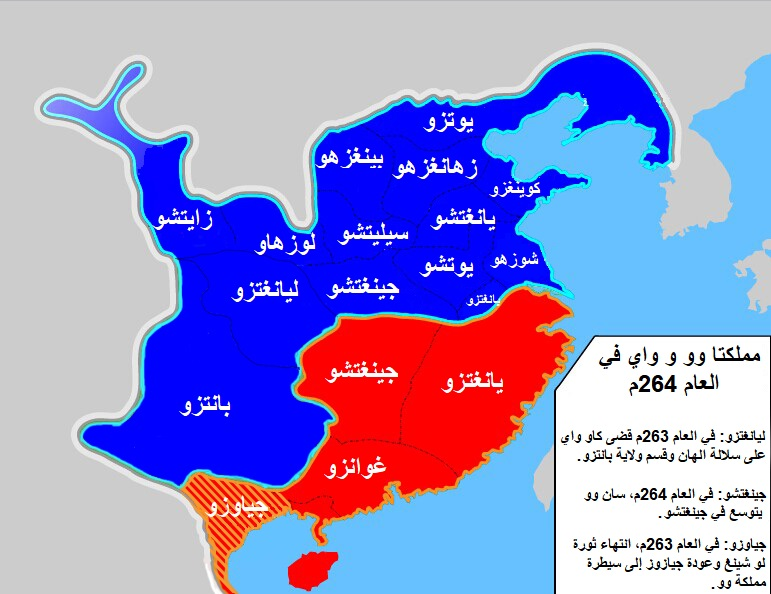
تظهر الأراضي باللون الأزرق أراضي مملكة واي بعد فتحها لشو وتظهر الأراضي باللون الأحمر مملكة وو

خريطة تبين مملكة واي بعد فتح شو هان

## تأسيس أسرة جين
بعد وفاة سيما زاو سنة 263م اجبر سيما يان إمبراطور واي على التنازل له عن العرش فوافق الإمبراطور على هذا لتنتهي واي وتبدأ جين

## احتلال مملكة وو وتوحيد الممالك الثلاث
توفي سون تشوان سنة 254 ورأى الوزراء في وو أن ينصبوا إبنه سون هاو إمبراطورا وبعد تاسيس سلالة جين 265 قاد سيما يان الجيش سنة 280م وحصلت معركة رهيبة سميت بمعركة السلاسل بسبب أن سيما يان خاف أن تتبع وو سياسة النار مجددا وخاف سون هاو من العدد الكبير لجنود جين وسفنهم لذلك قرر غرس أعمدة ذات سلاسل لتمنع سفن جين من الإبحار.....
لكن سيما يان إتبع سياسة وو وإقتحم السلاسل بقطع السفن المشتعلة بالنار ونزلت قوات جين وسيطرت على وو فإستسلم الإمبراطور سون هاو وبذلك توحدت البلاد تحت حكم سلالة جين.

## السجلات التاريخية
- سجلات الممالك الثلاث

تعد سجلات الممالك الثلاث هي العمل الوحيد الذي كتب من حقبة الممالك الثلاث فهو من تأليف تشن تشو الوزير في بلاط شو هان والذي كلفه سيما يان إمبراطور جين الأول بتأليف هذه السجلات سنة 285، تعتبر الأرشيف الوحيد الموثوق من تلك الفترة.
- سجلات من عشائر واي

هو كتاب تاريخي كتب عن مملكة واي كتب بواسطة سون شينغ الذي عاش من 302-373م في عهد أسرة جين، لم ينجوا الكتاب إلا أن نصوصه مازالت محفوظة في كتب تاريخية أخرى.
- حوليات هان المتأخرة

هو كتاب عن هان الشرقية كتب بواسطة يوان قونغ (328-376) في عهد أسرة جين يحتوي الكتاب على 210ألف حرف صيني يبدأ بالحديث عن أباطرة هان ثم واي، تحتوي هذه الحوليات على 30 كتاب.
- كتاب هان اللاحق

هو كتاب كتب في عهد سلالة ليو سونغ الحاكمة في سنة 430م قام بكتابته فان ووأخرين ويحتوي على 119 مجلد ويتناول تاريخ سلالة هان من تمرد وانغ مانغ سنة 25ق.م وحتى عصر الإمبراطور شيان من هان أخر أباطرة هان
- زي زي تونغجيان

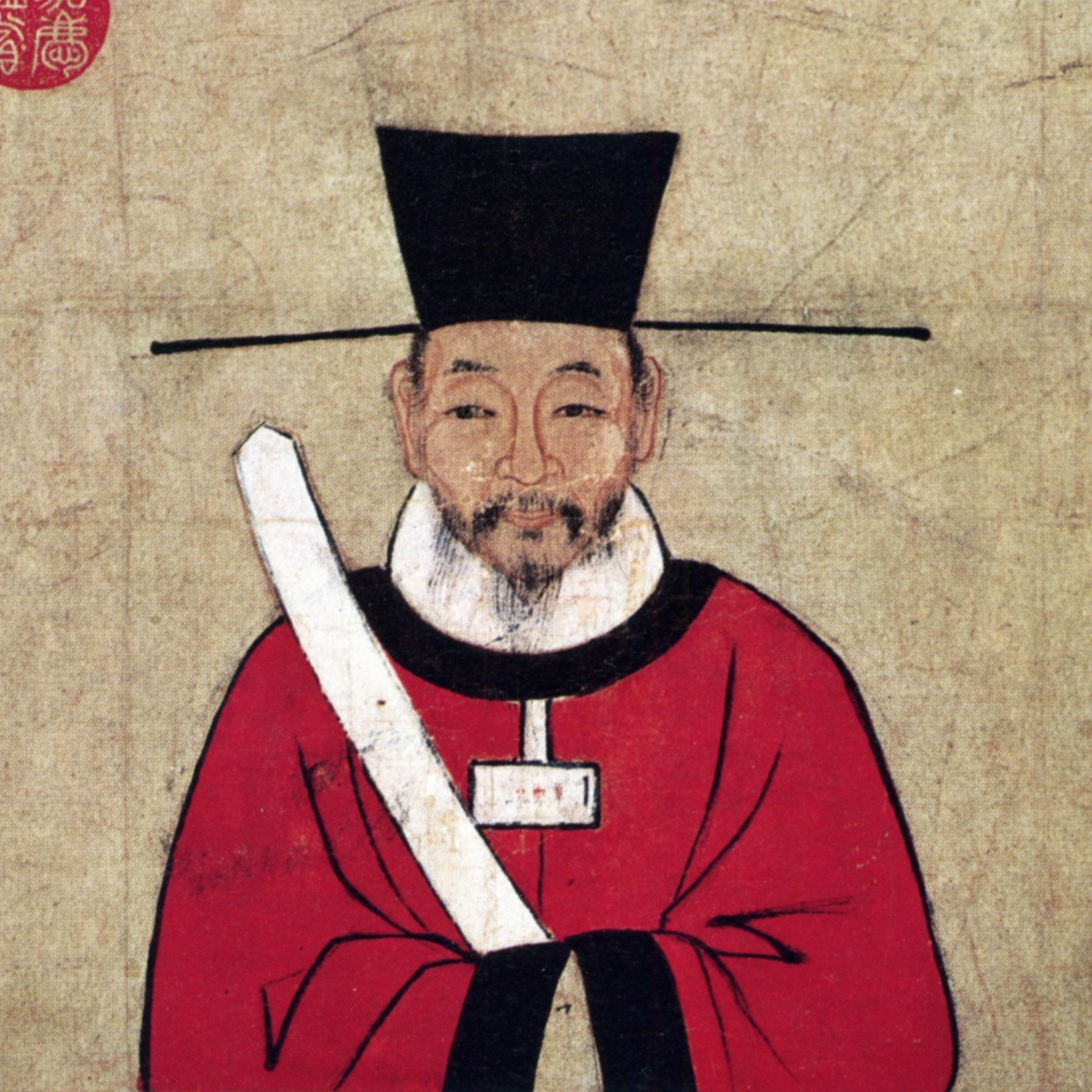
سيما غوانغ كاتب زي زي تونغجيان

ومعناه المرايا المساعدة في الحكم وهو كتاب كتبه المؤرخ سيما غوانغ (1019م-1086م) بأمر من الإمبراطور ينغزونغ إمبراطور سلالة سونغ الحاكمة ونشر في سنة 1084 وهو مقسم إلى 16 مجلدا يبدأ المجلد الأول من تاريخ سلالة زو الحاكمة تم تشين وهان ومملكة تساو واي يختص مجلد الممالك الثلاث بدولة واي دون ذكر مباشر لوو أو شو لإنه وبحسب التقاليد الصينية لاتعتبر شو أو وو خلفاء لهان.

## الثقافة الشعبية

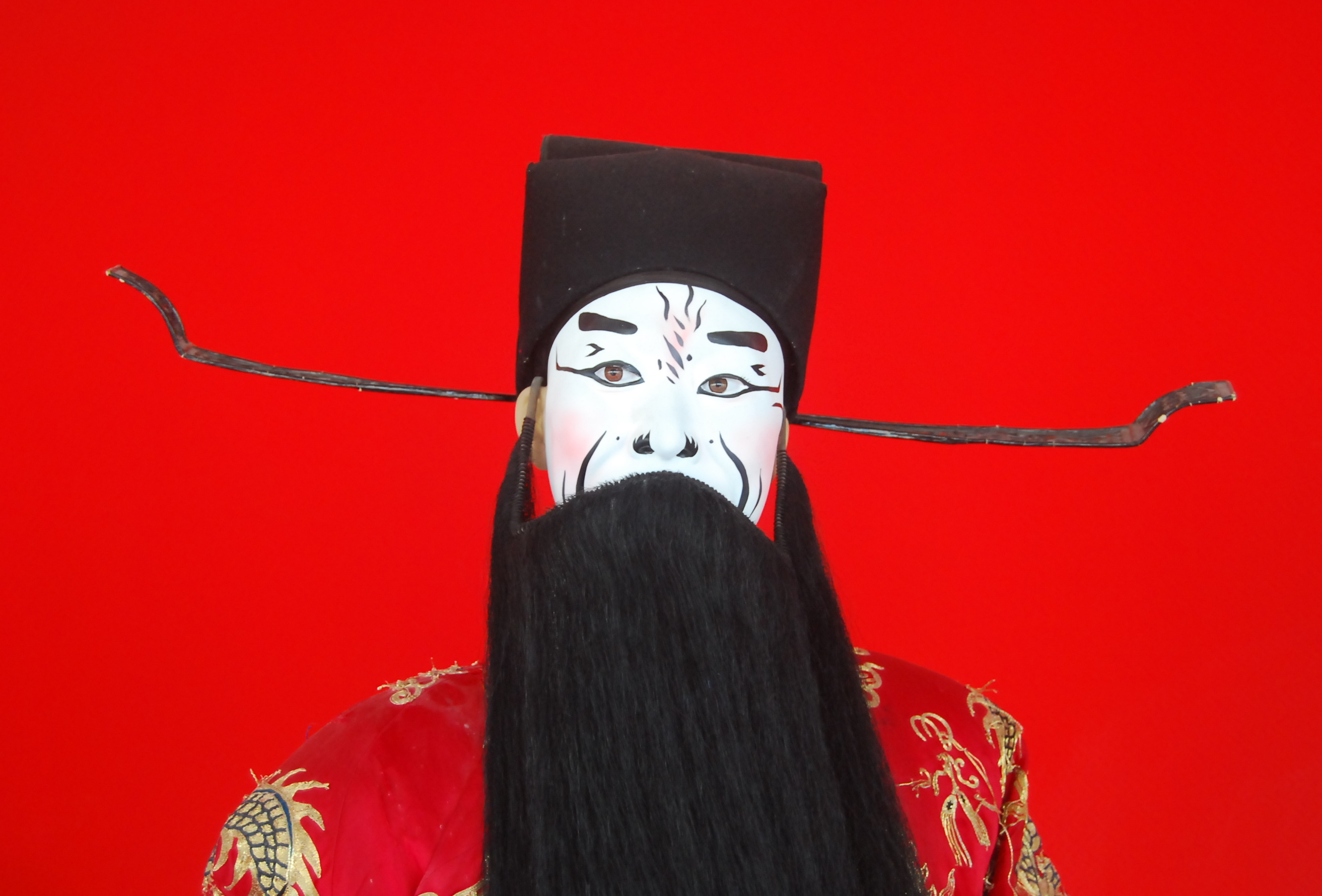
تساو تساو في أوبرا بيجين

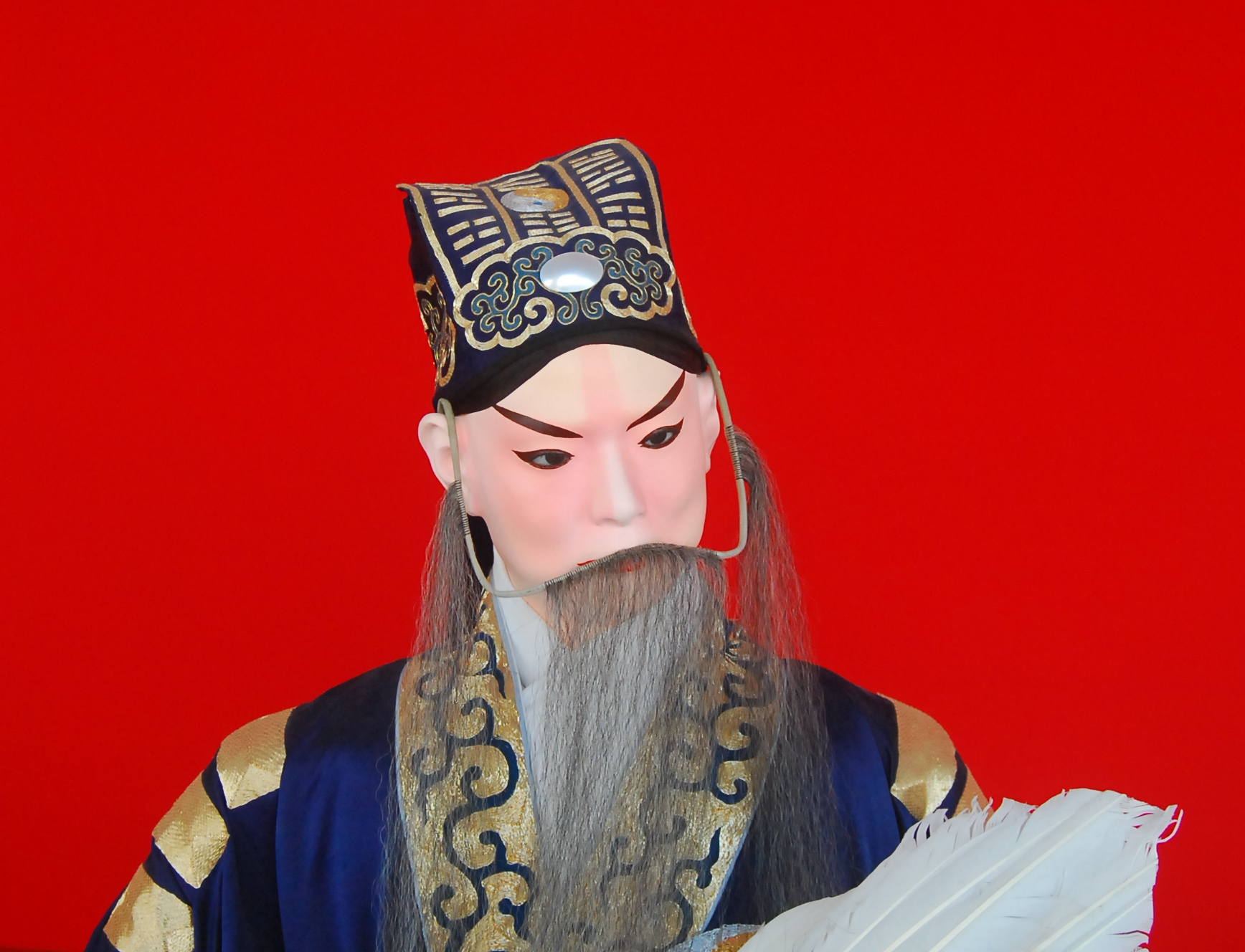
تشوغ ليانغ في أوبرا بيجين

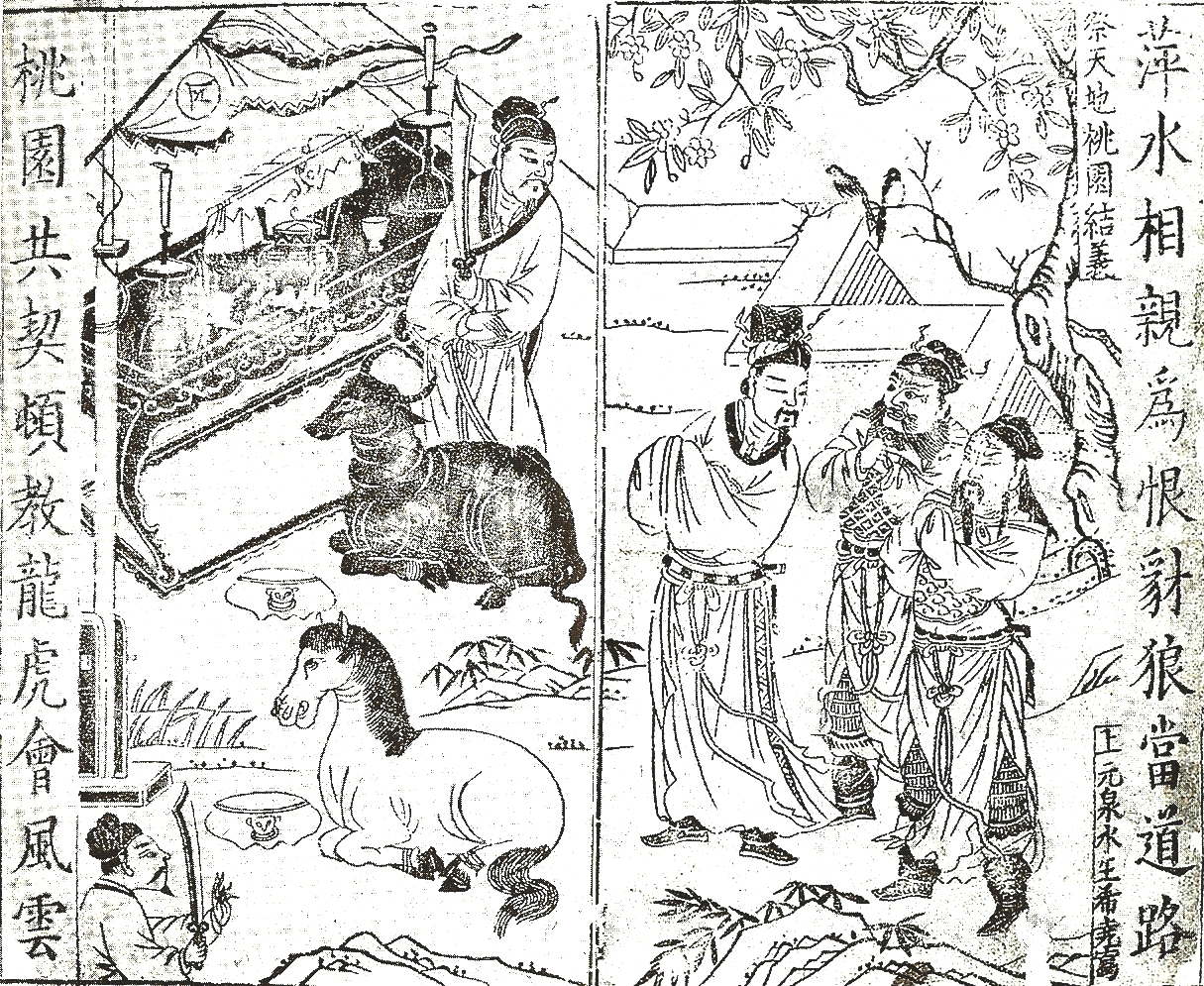
حديقة الخوخ التي إلتقى فيها الإخوة الثلاثة

تظهر شخصيات الممالك الثلاث واضحة في الثقافة الشعبية الصينية من خلال رواية رومانسية الممالك الثلاث التي كتبها لو قوانتشونغ في أوائل عصر أسرة مينغ، تظهر هذه الشخصيات أيضا في العديد من الفنون الشعبية الصينية مثل أوبرا بكين وونتزو.

## الخرائط
من 189م إلى 195م
من 195م إلى 198م
من 198م إلى 200م
من 200م إلى 220م
من 222 م إلى 262م
من 263 م إلى 265م

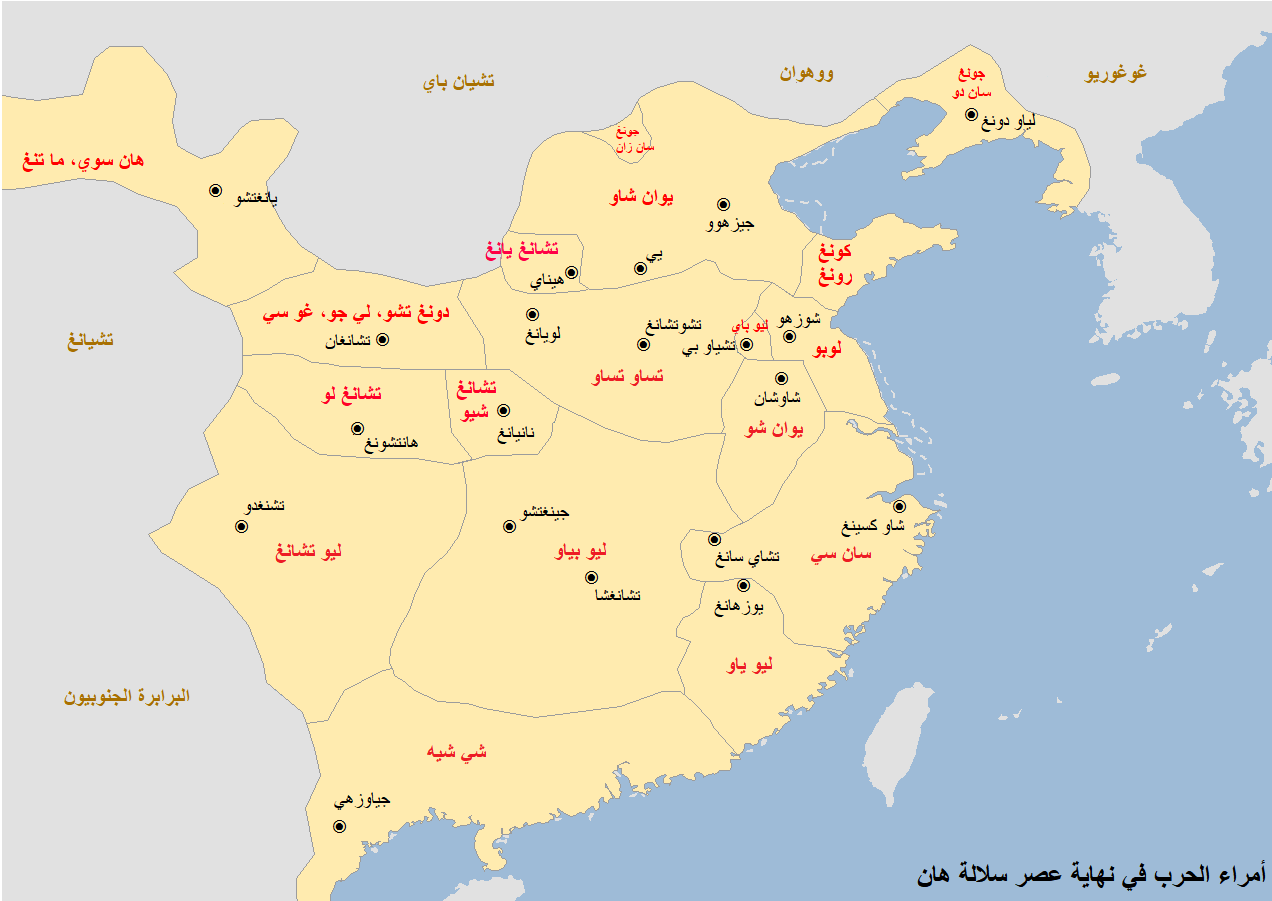

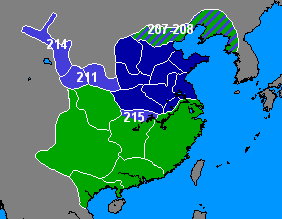

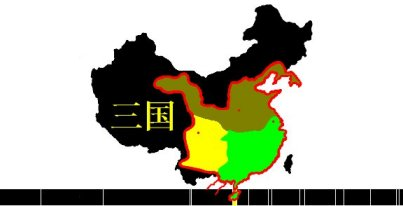

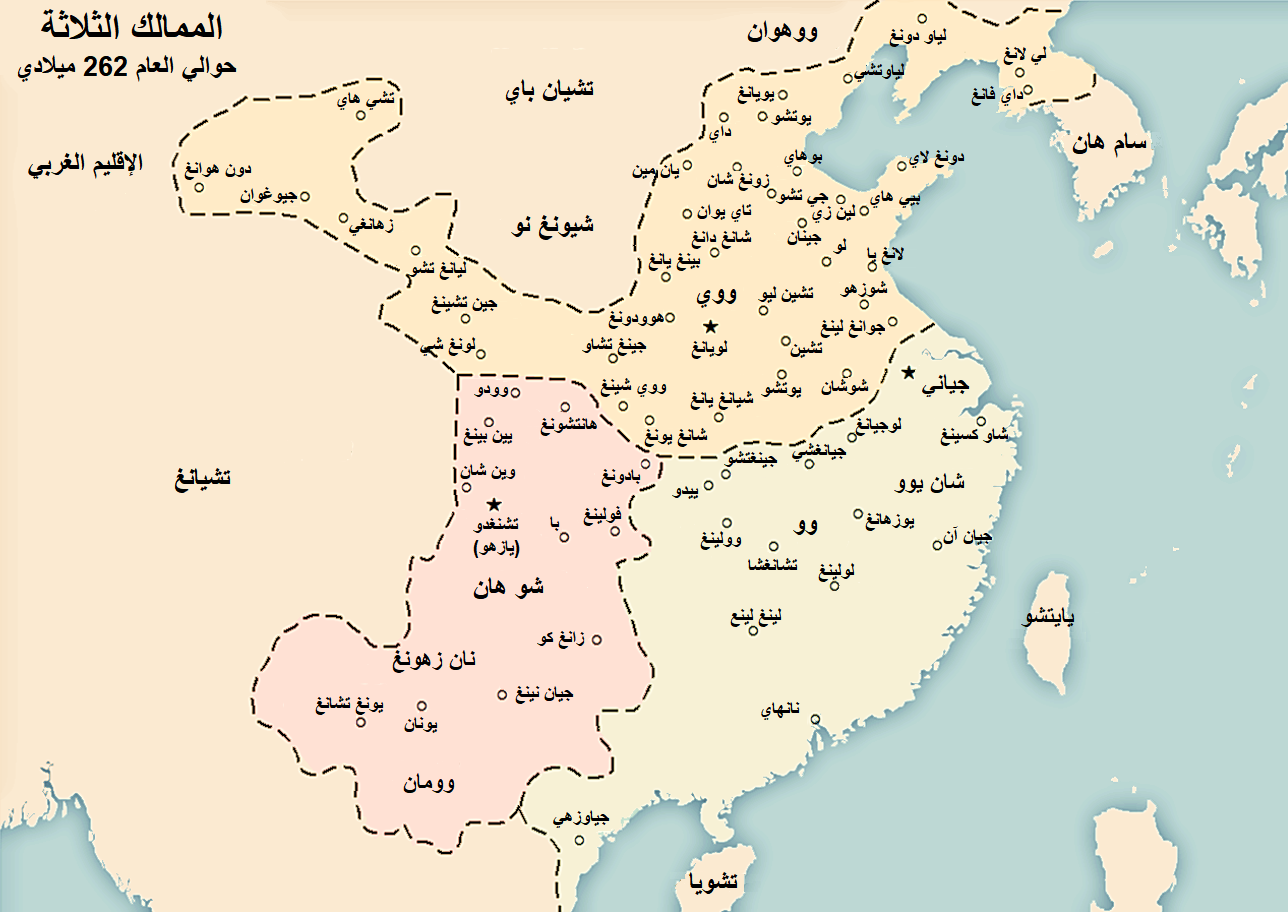

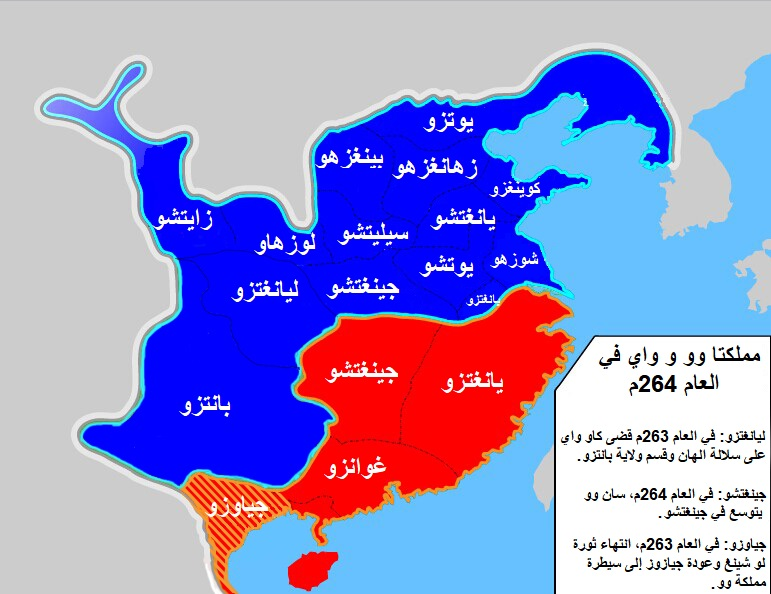

أسرة جين عقب توحيدها البلاد في سنة 280م

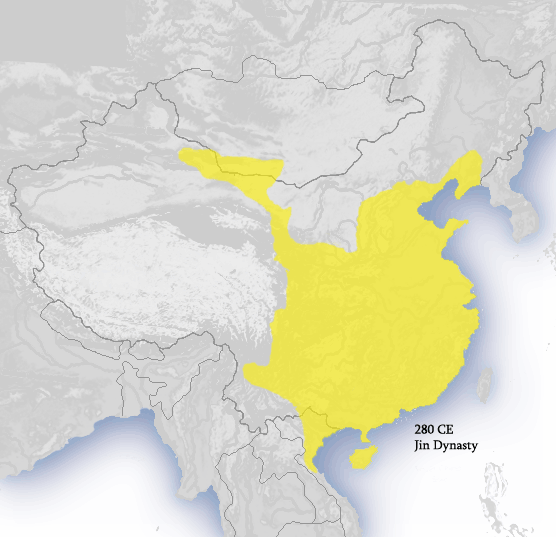

| سبقه مملكة هان | الممالك الثلاث 189م-280م | تبعه أسرة جين (265-420) |